# Hans Richter (fotbalista)
Hans Richter (14. září 1959, Olbernhau – 25. března 2023) byl východoněmecký fotbalista, útočník, reprezentant Východního Německa (NDR)

## Fotbalová kariéra
Ve východoněmecké oberlize hrál za FC Karl-Marx-Stadt a 1. FC Lokomotive Leipzig. Nastoupil ve 271 ligových utkáních a dal 95 gólů. S 1. FC Lokomotive Leipzig vyhrál dvakrát východoněmecký fotbalový pohár. V Poháru víězů pohárů nastoupil v 9 utkáních a dal 3 góly a v Poháru UEFA nastoupil ve 14 utkáních a dal 7 gólů. Za reprezentaci Východního Německa (NDR) nastoupil v letech 1982-1987 v 15 utkáních a dal 4 góly. Po sjednocení Německa hrál v nižších soutěžích za Kickers Offenbach, SV 98 Schwetzingen a Rot-Weiß Walldorf.

## Ligová bilance
| Ročník          | Zápasy | Góly | Klub                     |
| --------------- | ------ | ---- | ------------------------ |
| I. liga 1977/78 | 1      | 0    | FC Karl-Marx-Stadt       |
| I. liga 1978/79 | 17     | 8    | FC Karl-Marx-Stadt       |
| I. liga 1979/80 | 23     | 5    | FC Karl-Marx-Stadt       |
| I. liga 1980/81 | 25     | 10   | FC Karl-Marx-Stadt       |
| I. liga 1981/82 | 26     | 13   | FC Karl-Marx-Stadt       |
| I. liga 1982/83 | 26     | 8    | FC Karl-Marx-Stadt       |
| I. liga 1983/84 | 26     | 12   | 1. FC Lokomotive Leipzig |
| I. liga 1984/85 | 23     | 10   | 1. FC Lokomotive Leipzig |
| I. liga 1985/86 | 25     | 5    | 1. FC Lokomotive Leipzig |
| I. liga 1986/87 | 24     | 7    | 1. FC Lokomotive Leipzig |
| I. liga 1987/88 | 25     | 12   | FC Karl-Marx-Stadt       |
| I. liga 1988/89 | 26     | 4    | FC Karl-Marx-Stadt       |
| I. liga 1989/90 | 4      | 1    | FC Karl-Marx-Stadt       |
| CELKEM I. liga  | 271    | 95   |                          |